# گروسولار
گروسولار  (به انگلیسی: Grossular) با فرمول شیمیایی Ca3Al2[SiO4]3 از مجموعه کانی هاست و خواص فیزیکی و شیمیایی گروسولار مانند گروناست از کلمه لاتین grossularia نام بوته انگور فرنگی گرفته شده‌است. گاه حاوی Ti می‌باشد. (Schorlomite) متغیر - برای ایزومورف‌های مرتبه بالای آن عناصر Mg- Fe - Ca- Al- V -Cr -Zr -Ti -Mn - Y در کانیها به صورت اولیه یافت می‌شوند. برای اولین بار در رومانی کشف شد و از نظر شکل بلور: منشور کوتاه یا بلند، رنگ: سفید - زرد - زرد سبز - قهوه‌ای قرمز - نارنجی تا سیاه، شفافیت: غیر شفاف - شفاف و در رده‌بندی سیلیکات است و منشأ تشکیل آن دگرگونی مجاورتی است.
کاربرد آن: گاه به عنوان سنگ ظریف تزئینی به کار می‌رود.، از نظر ژیزمان تقریباًَ کمیاب است و بیشتر در ایتالیا، آلمان، رومانی، روسیه، سوئیس، مکزیک، آمریکا، کره، انگلستان، لهستان، آفریقای جنوبی یافت می‌شود.